# Happy Birthday!
Pour les articles homonymes, voir Happy Birthday.
Albums de Modeselektor
Hello Mom!
(2005) Monkeytown
(2011)
Happy Birthday! est le deuxième album du duo allemand de musique électronique Modeselektor. Il est sorti en Allemagne le 10 septembre 2007 en format CD, sur le label BPitch Control (catalogue : BPC 159).
La quatrième piste, Let Your Love Grow, est en fait de Moderat, la collaboration entre Apparat (de son vrai nom Sascha Ring) et Modeselektor.

## Pistes
Toutes les chansons sont écrites et composées par Modeselektor, sauf mention du contraire.
| No  | Titre                                                                                     | Auteur  | Featuring         | Durée |
| --- | ----------------------------------------------------------------------------------------- | ------- | ----------------- | ----- |
| 1.  | Happy Birthday!                                                                           |         |                   | 4:03  |
| 2.  | Godspeed                                                                                  |         |                   | 5:46  |
| 3.  | 2000007 (Inspiré par Siriusmo, Voix : A. Miranda, D. Bolore et J. Pradeyrol)              |         | TTC               | 4:11  |
| 4.  | Let Your Love Grow (Écrit et produit par Sascha Ring)                                     | Moderat | Paul St. Hilaire  | 5:25  |
| 5.  | EM Ocean (Rot : Sebastian Szary)                                                          |         |                   | 1:54  |
| 6.  | Sucker Pin                                                                                |         |                   | 6:10  |
| 7.  | Edgar (Ronronnements : Edgar)                                                             |         |                   | 3:54  |
| 8.  | Hyper Hyper (Écrit par Hans-Peter Geerdes, Hendrick Stedler, Jens Thele et Sören Buehler) |         | Otto Von Schirach | 5:17  |
| 9.  | B.M.I.                                                                                    |         |                   | 4:29  |
| 10. | The Dark Side Of The Frog (Texte et voix de Paul Affeld)                                  |         |                   | 0:52  |
| 11. | The Dark Side Of The Sun (Texte et voix par Paul Affeld)                                  |         | Puppetmastaz      | 3:34  |
| 12. | Déboutonner (Produit par Moritz Friedrich)                                                |         | Siriusmo          | 4:23  |
| 13. | The Black Block                                                                           |         |                   | 5:41  |
| 14. | The First Rebirth (Écrit par David Brants et Frank Sels)                                  |         |                   | 4:39  |
| 15. | The White Flash                                                                           |         | Thom Yorke        | 4:49  |
| 16. | Late Check-Out (Piano : Siriusmo)                                                         |         |                   | 0:38  |
| 17. | The Wedding Toccata Theme                                                                 |         |                   | 3:53  |
| 18. | (I Can't Sleep) Without Music (Musique et texte de Lukas Wooller, Voix de Paul Smith)     |         | Maxïmo Park       | 3:32  |

La version numérique de l'album, sortie le même jour, comprend en plus la chanson « Get Wasted In Silence » en piste 19.